# Энармоника
Энармо́ника, эна́рмон (др.-греч. [γένος] ἐναρμόνιον, ἁρμονία; лат. enarmonium, [genus] enarmonicum, harmonia) — род мелоса в древнегреческой музыке. Главный, легко улавливаемый на слух признак энармоники — наличие микроинтервала, так называемой диесы. Структурным ядром энармоники (как и всех других родов мелоса) является тетрахорд.
В современной музыкальной науке системы с интервалами меньше полутона получили название микротоновых, или (в русской науке) микрохроматических (см. Микрохроматика, Роды интервальные).
От энармоники следует отличать энгармонизм. 

## Документальные свидетельства
Греческие писатели уверяют, что энармоническими были мелодии Симонида и Пиндара (ноты не сохранились). Они же были характерны для трагедии V в.. Несмотря на скудность сохранившихся фрагментов из «Ореста» и «Ифигении в Авлиде» Еврипида (№ 3 и № 4 в антологии Пёльмана-Веста), использование в них энармоники (впрочем, как и хроматики) несомненно. Спартанский декрет (рубеж V-IV вв. до н. э.) инкриминирует Тимофею Милетскому употребление «неблагородной и пёстрой» хроматики вместо того, чтобы исполнять мелодию в «простой и благородной» энармонике. Аристоксен (2-я пол. IV в. до н. э.) определял энармонический род как самый изысканный и сетовал, что «восприятие едва привыкло к нему с большим трудом». В эпоху эллинизма энармоника вероятней всего исчезла из регулярного употребления, хотя в теоретических трактатах продолжала обсуждаться вплоть до конца античности как составная часть мелоса. В I в. до н. э. Дионисий Галикарнасский писал: «Когда я читаю речи Исократа, <...> я становлюсь благостно серьёзным (др.-греч. σπουδαῖος), и дух мой успокаивается, как у людей, внимающих спондеическим авлемам или дорийским энармоническим мелодиям» (Dion.Hal. Dem.22). Во II в. н. э. Птолемей свидетельствовал: «Из описанных родов [мелоса] мы обнаруживаем, что все диатонические привычны нашему слуху, но не энармонический род и не мягкая хроматика, потому что люди не очень-то получают удовольствие от чересчур расслабленных [мелодических] характеров („этосов“ — др.-греч. ἠθῶν)». Примерно о том же говорит в конце III в. Аристид Квинтилиан: «Более [других родов] изысканна энармоника; её воспринимают только виднейшие музыканты, для большинства же она невыполнима. Вследствие этого те, кто отрицает диесу в мелодии, полагают (из-за собственной [слуховой] немощи), что этот интервал совершенно неприемлем для мелодии (др.-греч. ἀμελῴδητον)».
В эпоху Ренессанса предпринимались попытки возрождения древнегреческой энармоники, впрочем, эти попытки остались в ранге единичных экспериментов (малозначительных) итальянских и французских композиторов (Н.Вичентино, Д.Мадзокки, А.Майоне, Г.Котле) и не получили широкого общественного признания (см. подробней о них в ст. Микрохроматика).